# Haley Cope
Haley Cope (Chico, 11 aprile 1979) è un'ex nuotatrice statunitense.

## Carriera
Specializzata nel dorso, ha vinto una medaglia d'argento nella 4 × 100 m misti ai Giochi di Atene 2004, un titolo mondiale in vasca lunga e tre medaglie d'oro ai campionati in vasca corta.

## Palmarès
- Giochi olimpici

Atene 2004: argento nella staffetta 4 × 100 m misti.
- Mondiali

Fukuoka 2001: oro nei 50 m dorso.
Barcellona 2003: argento nella staffetta 4 × 100 m misti.
- Mondiali in vasca corta

Mosca 2002: oro nei 100 m dorso, argento nei 50 m dorso e nella staffetta 4 × 100 m misti.
Indianapolis 2004: oro nei 50 m dorso e 100 m dorso, argento nella staffetta 4 × 100 m misti.
- Giochi PanPacifici

Yokohama 2002: bronzo nei 100 m dorso.